# Nesipelma medium
Espèce
Synonymes
- Cyrtopholis medius Chamberlin, 1917
- Cyrtopholis media Chamberlin, 1917

Nesipelma medium est une espèce d'araignées mygalomorphes de la famille des Theraphosidae.

## Distribution
Cette espèce est endémique de Saint-Christophe dans la fédération de Saint-Christophe-et-Niévès.

## Systématique et taxinomie
Cette espèce a été décrite sous le protonyme Cyrtopholis medius par Chamberlin en 1917. Elle est placée dans le genre Nesipelma par Sherwood, Fabiano-da-Silva, Gabriel et Lucas en 2020.

## Publication originale
- Chamberlin, 1917 : New spiders of the family Aviculariidae. Bulletin of the Museum of Comparative Zoology, Harvard, vol. 61, p. 25-75 (texte intégral).